# Tyndall (Dakota del Sud)
Tyndall (pronuncia "TIN'-duhl") è un comune (city) degli Stati Uniti d'America e capoluogo della contea di Bon Homme nello Stato del Dakota del Sud. La popolazione era di 1 067 abitanti al censimento del 2010.

## Geografia fisica
Secondo lo United States Census Bureau, la città ha una superficie totale di 4,09 km², dei quali 4,09 km² di territorio e 0 km² di acque interne (0% del totale).
A Tyndall è stato assegnato lo ZIP code 57066 e lo FIPS place code 64860.

## Storia
Tyndall venne fondata nel 1879 come capoluogo della contea di Bon Homme. La città deve il suo nome in onore di John Tyndall, un fisico irlandese che pagò per una visita negli Stati Uniti.

## Società

### Evoluzione demografica
Secondo il censimento del 2010, c'erano 1 067 abitanti.

### Etnie e minoranze straniere
Secondo il censimento del 2010, la composizione etnica della città era formata dal 97,94% di bianchi, lo 0,09% di afroamericani, lo 0,75% di nativi americani, lo 0% di asiatici, lo 0% di oceanici, lo 0,56% di altre razze, e lo 0,66% di due o più etnie. Ispanici o latinos di qualunque razza erano l'1,59% della popolazione.